# 比吉特·哈恩
比吉特·哈恩（德語：Birgit Hahn，1958年6月29日—），德国女子曲棍球运动员。她曾代表西德成年国家队参加1984年夏季奥林匹克运动会曲棍球比赛，获得一枚银牌。